# Televise
Televise to trzeci album indierockowej grupy Calla. Został wydany 28 stycznia 2003 roku i w przeciwieństwie do wcześniejszych płyt, ta spotkała się ze znacznie chłodniejszymi opiniami krytyków oraz fanów.

## Lista utworów
1. "Strangler" – 4:24
2. "Monument" – 3:40
3. "Astral" – 4:35
4. "Don't Hold Your Breath" – 4:48
5. "Pete the Killer" – 3:30
6. "Customized" – 4:56
7. "As Quick As It Comes/Carrera" – 6:23
8. "Alacran" – 1:13
9. "Televised" – 6:22
10. "Surface Scratch" – 6:13